# 坪内氏
坪内氏（壺内氏　つぼうちし、つぼうちうじ）は、日本の氏族の一つ。鎮守府将軍藤原利仁流加賀国国主富樫氏の一族の他、下記の系統がある。
- 称熊野別当藤原氏（清和源氏武田氏流とも称す）鳥居氏系坪内氏
- 宇多源氏流佐々木氏族古志氏系坪内氏
- 称良岑氏流前野氏系坪内氏
- 美濃国能役者の出自不詳の坪内氏
- 称桓武平氏流坪内・壷内（壺内）氏

## 藤原利仁流富樫氏族坪内氏
坪内氏は藤原利仁と輔世王女の息子の藤原叙用の後裔の加賀国守護で安宅の関の関守の富樫左衛門泰家の子の富樫長泰（庄九郎、藤三郎）の継嗣である富樫遠江守親泰（庄次郎光忠）の後裔富樫藤左衛門頼定（時定）を始祖とする。
富樫頼定は加賀国富樫郷より尾張国に赴き、犬山織田家に仕え、松倉城（現在は城跡を示す碑のみがある）を築城し城主となり始めて正式に坪内氏を称す。
また土豪の松倉城代前野又五郎忠勝（野府城城代を務め、坪内氏に仕え、縁組し、坪内城に居住したため坪内又五郎昌家の名跡を継ぎ、坪内又五郎忠勝と称し、前野氏流坪内氏の祖となる）と縁組し、土豪にも強い影響力を持っていた。
後に坪内氏は織田信長、豊臣秀吉に仕えた。しかし坪内利定は秀吉と不和になり徳川家康に召され仕えた。そして坪内氏は坪内光景（坪内但馬守光景）が大名になり関白豊臣秀次に仕えるが、秀次謀反を弁護した罪で秀吉により一族が処罰され、坪内氏と秀吉との決裂は決定的となる。坪内利定は鉄砲隊を指揮し功があり、本拠地を新加納陣屋に移し大身旗本として大いに繁栄し現在に至る。
坪内姓は富樫泰家（重純）が代々奥州前野庄を領有し、一時前野氏を私称したが、子の富樫泰景が奥州前野庄の家督を継ぎ、孫の富樫氏景が奥州出羽富樫氏の祖となり、泰家（重純）は後に加賀国に戻り本拠地としその地で没し、泰家（重純）の子の富樫庄九郎長泰は奥州前野庄より尾張に居住し尾張富樫氏の祖となり、その家督を継いだ富樫親泰（光忠）の後裔の富樫安房が足利義満に仕え、富樫安隆が中務大輔として足利氏に仕え、富樫昌家の子の国枝（顕親）の養子となり富樫氏嫡流に入り、斯波氏家臣団として越前国坂井郡丸岡の坪ノ内、現福井県坂井市丸岡町坪ノ内（坪内氏の名字の地）に居住したことに由来する。
加賀一向一揆やその後の混乱の中で富樫長泰以来の領地のある尾張国に赴き、尾張国中島郡（愛知県一宮市）に坪内頼定が一族と居住した。
犬山織田家に仕え、松倉城主になった藤原氏流富樫藤左衛門頼定が正式に坪内氏を名乗り、坪内氏本流となる。

## 熊野別当藤原氏（清和源氏武田氏流とも称す）鳥居氏族坪内氏
旗本坪内氏宗家だが武田氏の養子を迎えた鳥居氏より養子を迎えたため、富樫氏流正統坪内氏ではない別流として分類される。家紋は丸に州浜から三盛州浜を定紋とする。（ただし、富樫氏流坪内氏の本姓は藤原氏だが、血統は清和源氏である）

## 宇多源氏流佐々木氏族古志氏族坪内氏・壷内（壺内)氏
山陰出雲の有力商人の家系。古志義信の子の信清を始祖とし家紋は花輪違、目結紋、釘抜き紋（一つ目結紋と混同されたと思われる）を用いる。尼子氏に仕えた有力商人坪内次郎右衛門尉重吉、子の坪内孫次郎がいる。鳥取藩士坪内氏の坪内元興、石見国石工の坪内氏も同祖である。

## 称良岑氏流前野氏系坪内氏
前野氏は桓武天皇の子の安世を祖とする良岑氏を本姓としている。前野又五郎時氏が坪内氏と婚姻し、坪内又五郎忠勝を称したことに始まる。
系図上で冨樫藤左門頼定が坪内又五郎某の婿に入り坪内頼定を称すとあるが、坪内頼定が美濃国（実際は尾張国）松倉に来る以前に名乗っていたのはあくまで自主的なもので、尾張国に来て坪内氏を継いでから正式に坪内氏を名乗った。
坪内将監為定（坪内惣兵衛兼光）はこの前野氏より前野宗高を養子に取り、子孫は徳島蜂須賀藩重臣として仕えた。前野長康は実際は坪内勝定の長男坪内光景である。従来は前野氏の一族とされてきたが、武功夜話に依拠するものであり、前野長康以後は坪内氏や小坂氏との交流関係は皆無で完全な絶縁状態でもあり不自然で大いに疑問である。家紋は鷹の羽紋、巴紋、柏紋、州浜紋等を使用する。
また川並衆という名称は武功夜話上のみでの語句であり、秀吉に協力した武士団の名称として使用された歴史的事実は無い。

## 美濃国出自能役者坪内氏
徳川綱吉に取り立てられ、生国の美濃国各務原の領主旗本坪内氏にあやかり、坪内姓を下賜された。

## 称桓武平氏流坪内・壺内（壷内）氏
壺、陶器、塩などの運搬、海運などに携わっていた者の一族で愛媛県砥部町には砥部焼の庄屋坪内（壷内、壺内）氏があり、阿波国の平家（平重盛流）の出自であると自称している（坪は土と平に分け、土は士とし、平氏の士を意味し、壷、壺の字は士と亜、亞とワに分けられ、阿波の士を暗示しているという）。家紋は梅鉢紋、桐紋を主に用いているが代々家紋が無い（平家の出自を隠すために意図的に持たない）家もある。明治以降松山から今治、西条、新居浜など海沿いに多くあり、名字帯刀を許されるなど、海運などに従事していた有力商人の一族。壷内、壺内姓の方は祖先が愛媛県出身の可能性が高い。姓としての壺内（壷内）は本来は「壺内」が正しく、墓所墓石などは全て「壺内」を用いている。「壷内」は明治以降に一般に使用されたものである。

## 家紋
旗本坪内氏の家紋は丸に州浜、藤丸に左鎌（分家支族は藤紋、丸に釘抜き、花菱紋、違い鷹羽、銀杏紋を用いている）。尾張坪内氏は始めは大和源氏の紋（笹竜胆、丸に違い鷹羽等）を使用していたが、尾張国松倉城にて坪内党の棟梁となり、丸に州浜紋を用いる。幕臣となり、藤原氏流富樫氏を名乗ると藤紋を替紋として使用した。以後、主に分家支流は藤紋を用いるが、諸事情にて、その他の紋を用いる家もある。

## 家系
本姓は藤原氏後に源氏に復す、血統は清和源氏陸奥石川氏光平流、本国：加賀国。国人領主である坪内氏は、土地の土豪の前野氏と縁組（婚姻や養子等）し蜂須賀氏（坪内氏は徳島藩で代々家老職を務める）、稲田氏などにも強い影響力を有していた。名門である坪内氏は棟梁として政治的外交を主に担当し、実働部隊としての土豪である蜂須賀党の蜂須賀氏、前野氏（坪内為定が婚姻し、坪内光景が養子となり前野長康を名乗り、影響力を持っていた）等を指揮していた。
旧来の系図には富樫家直の後裔とあるが家直に嗣子は無く、泰家（重純）との誤記誤認である。
また、旗本坪内氏の同族の一例として徳島県蜂須賀氏の家老、長崎県五島の宇久氏の家老、福井県若狭国小浜藩士も富樫流坪内氏。

### 略系図

#### 藤原利仁流富樫氏系図（尾張国直参旗本坪内氏）
- 藤原不比等―～中略～―藤原利仁―～中略～―富樫家国―信家―家通―家経―泰家（重純）―重光（国親を名乗り、尾張富樫氏となる）―光忠（親泰を名乗り、尾張富樫氏祖の富樫藤三郎長康の家督を継承する）―益光（家長）―光資（基康）―光基（家康）―光朝（長定）―光経（代々に右衛門を称す）―忠安（忠泰）―安房（泰房）―安隆（泰隆とも書き、富樫昌家の子の国枝の養子となり、富樫嫡流に入る、弟に富樫安則（泰則）がいる）―国定（対馬守、応仁の乱にて武功をあげる）―基光（丸岡坪ノ内に居住し、私的に坪内氏を名乗る）―基定（左近将監康利）―頼定（時定、利長）―友定（対馬守定兼）―勝定（兄は坪内右近将監為定で兼光とも書く）―坪内利定（利之）―以下略

注：従来の坪内氏系図に家直（平安時代後期）と泰家（平安時代末期～鎌倉時代初期）の混同があり、家直と泰家は系図上は親子であるが、史実は兄弟である。
注：坪内友定は実際は為定・勝定の兄で、友定が坪内氏を継いだのちに勝定が坪内氏を継いだ。為定は前野忠勝の養子となって前野氏に養子入りした。
- 家直（庄九郎重純）―重光（庄太郎、藤三郎）―光忠（庄次郎、弥二郎）―益光（庄兵衛）〔従来の旧坪内氏系図〕

注：坪内頼定が富樫家直の11代後胤と「寛永諸家譜」、「寛政重修諸家譜」等にあるのは家直以下が、泰家、家尚、家通（泰明）、高家、昌家から国枝、安隆を経て頼定で11代であるため。しかし実際は、泰家、泰春、家尚、泰明、高家、氏春、昌家、顕親、安隆以下略、頼定で13代である。
- 系図纂要、前野氏系図には、重純（泰家）－信純（泰景）－定純（家済）－時純（氏景）－----中間不明----－時定（頼定）とあり、代々奥州にて蟄居せりとあるが奥州出羽富樫家と混同したものである。また泰家は源義経と主従関係が有ったとするが、史実は義経を見逃した咎により泰家が追放になり高齢ながら名を富樫重純と改め、出家し仏誓と名乗り、奥州石川氏と藤原秀衡を頼る。奥州平泉にて泰家に対面した義経は感謝と敬意をもって接したとあり、一部の資料にある主従関係はなかった。

#### 清和源氏源光平流系図（美濃国富樫前野坪内系図）
- 清和天皇―陽成天皇―元平親王―基経（従来の系図では貞純親王の子としている）―満仲―頼親―頼遠―有光（奥州藤原氏在住）―光平（信濃国泉に在住、平安時代後期～平安時代末期の人で、妻は富樫家通の娘ともいわれるが、富樫家経の娘で泰春、家親とも称した富樫家春の伯母。兄に遠江守光祐、弟に石川元光、元光の子に光義がおり、その妻は進士・源義業の娘）―富樫重光（平安時代末期～鎌倉時代初期の人で、一説に母方の姓と通字を用いて富樫国親を称す。）―光忠（平安時代末期～鎌倉時代初期の人で、富樫親泰とも称し長康の家督を継ぐ）―益光（鎌倉時代初期の人で家長とも称す）―光資（基康）―光基（家康）―光朝（長定）―（代々加賀国と京都、若狭国、美濃国、尾張国を行き来していたため史書に「浪々し以後数代隠れる」と記される事となる）以下同上

注：美濃国諸家譜には石川蔵人源光平（平安時代後期～平安時代末期）は、時代的に開きのある異姓同名の今城寺太郎光平（林光平、鎌倉時代初期）との混同がみられ源義平の落胤（実際には実子は居ない）とも記されるなど時代的、史実的にも差異、誤認、混同がみられる。また、源頼光（頼親の兄）と源頼平（頼親の弟で頼光の養子）も時代、出生に混同がみられ、系図の順番等に誤差、誤認、差異がみられる。
- 源頼光（頼平の長兄）―頼平（頼光の弟であり養子となる）―頼親（頼平の次兄）―頼遠―有光―光平―重光（国親、兄は源光則）―光忠（親泰）―益光（家長）―以下同上〔美濃国諸家譜坪内氏系図〕